# Кома
Кома је потпуно одсуство свести које личи на дубок сан. Одликује се губитком реакције на подражаје и губитком спонтаних нервних активности, што је обично повезано с церебралним повредама метаболичког или физичког порекла, напада епилепсије, инфективних болести и сл. Пацијенти у коми показују потпуно одсуство будности и нису у стању да свесно осећају, говоре или се крећу. Коме могу настати природним узроцима, или могу бити медицински индуковане.
Клинички, кома се може дефинисати као немогућност доследног праћења команде у једном кораку. Такође се може дефинисати као резултат ≤ 8 на Глазговској скали коме (GCS) који траје ≥ 6 сати. Да би пацијент задржао свест, компоненте будности и свести морају се одржавати. Будност описује квантитативни степен свести, док се свесност односи на квалитативне аспекте функција које посредује кортекс, укључујући когнитивне способности као што су пажња, чулна перцепција, експлицитно памћење, језик, извршавање задатака, временска и просторна оријентација и процена стварности. Из неуролошке перспективе, свест се одржава активацијом мождане коре – сиве материје која формира спољашњи слој мозга – и ретикуларним активирајућим системом (RAS), структуром која се налази унутар можданог стабла.

## Етимологија
Термин „кома“, од грчког κῶμα кома, што значи дубок сан, већ је коришћен у Хипократовом корпусу (Epidemica), а касније од стране Галена (други век нове ере). Након тога, скоро да се није користио у познатој литератури до средине 17. века. Термин се поново налази у утицајној De anima brutorum (1672) Томаса Вилиса (1621–1675), где су поменути летаргија (патолошки сан), „кома“ (тешко спавање), carus (одузетост чула) и апоплексија (у који се carus могао окренути и које је локализовао у белој материји). Термин carus такође потиче из грчког, где се може наћи у коренима неколико речи које значе успављујуће или поспано. Још увек се може наћи у корену израза 'каротида'. Томас Сиденхам (1624–89) помиње термин „кома“ у неколико случајева грознице (Sydenham, 1685).

## Знаци и симптоми
Општи симптоми особе у коматозном стању су:
- Немогућност добровољног отварања очију
- Непостојећи циклус спавања и буђења
- Недостатак одговора на физичке (болне) или вербалне стимулусе
- Депресивни рефлекси можданог стабла, као што су зенице које не реагују на светлост
- Неправилно дисање
- Оцене између 3 и 8[14] на Глазговској скали коме[1]

## Узроци
Многе врсте проблема могу изазвати кому. Четрдесет процената коматозних стања је резултат тровања лековима. Употреба одређених дрога под одређеним условима може оштетити или ослабити синаптичко функционисање у узлазном ретикуларном активирајућем систему (ARAS) и спречити систем да правилно функционише како би узбудио мозак. Секундарни ефекти лекова, који укључују абнормални рад срца и крвни притисак, као и абнормално дисање и знојење, такође могу индиректно да нашкоде функционисању ARAS-а и доведу до коме. С обзиром да је тровање лековима узрок великог дела пацијената у коми, болнице прво тестирају све пацијенте у коми посматрајући величину зенице и кретање очију, преко вестибуларно-окуларног рефлекса. (Погледајте Дијагнозу испод.)
Други најчешћи узрок коме, који сачињава око 25% случајева, је недостатак кисеоника, генерално резултат срчаног застоја. Централни нервни систем (ЦНС) захтева велику количину кисеоника за своје неуроне. Недостатак кисеоника у мозгу, такође познат као хипоксија, узрокује снижавање концентрације натријума и калцијума изван неурона и повећање интрацелуларног калцијума, што штети комуникацији неурона. Недостатак кисеоника у мозгу такође узрокује исцрпљивање АТП-а и ћелијски распад услед оштећења цитоскелета и производње азотног оксида.
Двадесет процената коматозних стања је резултат нуспојава можданог удара. Током можданог удара, проток крви у део мозга је ограничен или блокиран. Исхемијски мождани удар, крварење у мозгу или тумор могу узроковати ограничење протока крви. Недостатак крви до ћелија у мозгу спречава кисеоник да дође до неурона, и последично узрокује да ћелије постану поремећене и умру. Како мождане ћелије умиру, мождано ткиво наставља да пропада, што може утицати на функционисање ARAS-а.
Преосталих 15% коматозних случајева је резултат трауме, прекомерног губитка крви, неухрањености, хипотермије, хипертермије, абнормалног нивоа глукозе и многих других биолошких поремећаја. Штавише, студије показују да 1 од 8 пацијената са трауматском повредом мозга доживи коматозно стање.

## Патофизиологија
Повреда једног или оба церебрална кортекса или ретикуларног активирајућег система (RAS) довољна је да доведе особу у кому.
Кора великог мозга је спољни слој нервног ткива великог мозга. Кора великог мозга се састоји од сиве материје која се састоји од језгара неурона, док се унутрашњи део великог мозга састоји од беле материје коју формирају аксони неурона. Бела материја је одговорна за перцепцију, пренос сензорног улаза преко таламичног пута и многе друге неуролошке функције, укључујући сложено размишљање.
RAS је, с друге стране, примитивнија структура у можданом стаблу која укључује ретикуларну формацију (RF). RAS има два тракта, узлазни и силазни тракт. Узлазни пут, или узлазни ретикуларни активирајући систем (ARAS), састоји се од система неурона који производе ацетилхолин, и ради на узбуђивању и буђењу мозга. Побуђење мозга почиње од RF, преко таламуса, а затим на крају до мождане коре. Свако оштећење у функционисању ARAS-а, неуронска дисфункција, дуж пута узбуђења који је директно наведен, спречава тело да буде свесно своје околине. Без центара узбуђења и свести, тело се не може пробудити, остајући у коматозном стању.
Озбиљност и начин настанка коме зависе од основног узрока. Постоје две главне поделе коме: структурна и дифузна неуронска. Структурални узрок, на пример, изазива механичка сила која доводи до оштећења ћелије, као што је физички притисак или блокада нервног преноса. Док је дифузни узрок ограничен на аберације ћелијске функције, оне спадају у метаболичку или токсичну подгрупу. Коме изазване токсинима су узроковане спољним супстанцама, док су метаболичке коме изазване унутрашњим процесима, као што су терморегулација тела или јонски дисбаланс (нпр. натријума). На пример, тешка хипогликемија (низак ниво шећера у крви) или хиперкапнија (повећан ниво угљен-диоксида у крви) су примери метаболичке дифузне неуронске дисфункције. Хипогликемија или хиперкапнија у почетку изазивају благу агитацију и конфузију, али напредују до затупљености, ступора и на крају, потпуне несвестице. Насупрот томе, кома која је резултат тешке трауматске повреде мозга или субарахноидалног крварења може бити тренутна. Начин почетка стога може указивати на основни узрок.
Структурални и дифузни узроци коме нису изоловани једни од других, јер у неким ситуацијама један може довести до другог. На пример, кома изазвана дифузним метаболичким процесом, као што је хипогликемија, може довести до структуралне коме ако се не реши. Други пример је ако церебрални едем, дифузна дисфункција, доводи до исхемије можданог стабла, структуралног проблема, због блокаде циркулације у мозгу.